# Getafe CF
Getafe Club de Fútbol je španjolski nogometni klub iz istoimenog madridskog predgrađa. Klub je prvi put osnovan 1946. te je ponovno osnovan 1983. Najveći uspjesi kluba su igranje u finalu španjolskog kupa 2007. i 2008., te nastup u četvrtfinalu Kupa UEFA 2008.

## Trofeji
- Copa del Rey (finalist):  2006./07., 2007./08.

## Poznati igrači
| - Marc Bernaus - Mariano Pernía - Martín Vitali - Aníbal Matellán - Darino - Diego Otaño - Hernan Raices - Mariano Juan - Jajá - Daniel Ngom Kome - Jean Dika - Jean Blaise Bouli - José Luis Rondo - Sergio Barila - Vladimir Popović - Dejan Batrović - Angel Amarilla - Nuno Rolo - Edgar | - Gheorghe Craioveanu - Māris Verpakovskis - Ilshat Faizuline - Veljko Paunović - Dragan Glogovac - Goran Stoijilkovic - Luis Aragonés - Michel - Sergio Pachón - Raúl Albiol - Nano - Alexis - Diego Rivas - Vivar Dorado - Gabi - Javier Paredes - Gavilán - Daniel Güiza - Riki |

## Poznati treneri
- Quique Sanchez Flores
- Bernd Schuster
- Michael Laudrup

## Vanjske poveznice
- Službena stranica kluba

| La Liga 2024./25. | La Liga 2024./25. |
| --- | ----------------- |
| |                   |
| Alavés • Athletic Bilbao • Atlético Madrid • Barcelona • Celta de Vigo • Espanyol • Getafe • Girona • Las Palmas • Leganés • Mallorca • Osasuna • Rayo Vallecano • Real Betis • Real Madrid • Real Sociedad • Sevilla • Valencia • Valladolid • Villarreal |                   |

| La Liga 2024./25. | La Liga 2024./25. |
| --- | ----------------- |
| |                   |
| Alavés • Athletic Bilbao • Atlético Madrid • Barcelona • Celta de Vigo • Espanyol • Getafe • Girona • Las Palmas • Leganés • Mallorca • Osasuna • Rayo Vallecano • Real Betis • Real Madrid • Real Sociedad • Sevilla • Valencia • Valladolid • Villarreal |                   |